# Mali Cot
Mali Cot is een bestuurslaag in het regentschap Pidie van de provincie Atjeh, Indonesië. Mali Cot telt 348 inwoners (volkstelling 2010).